# 가요무대
가요무대(歌謠舞臺)는 매주 월요일 밤 10시에 방송되고 있는 음악 프로그램이다.

## 기획 의도
흘러간 노래하고 트로트를 부르며, 고국의 추억하고 향수를 되새기는 음악 프로그램이다.

## 역사
KBS 《가요무대》는 1985년 11월 4일 첫 방송을 시작한 이래 현재까지 방영되고 있는 장수 음악 프로그램이다. 본 프로그램은 주로 1950년대부터 1980년대에 이르는 대중가요를 중심으로 무대를 구성하며, 과거에 큰 인기를 얻었던 노래들을 오늘날 다시 조명하는 데 그 의의를 지닌다. 매회 특정한 주제를 설정하여 방송을 진행하는 경우가 많다.
대표적으로 ‘사랑 노래’, ‘고향을 주제로 한 곡’, ‘군가 및 애국가요’ 등이 그러하며, 이를 바탕으로 다양한 무대가 마련된다. 이러한 구성은 세대별로 기억 속에 남아 있는 명곡들을 되살리는 동시에, 젊은 세대에게는 한국 대중가요사의 흐름을 학습할 수 있는 기회를 제공한다. 또한 화려한 무대 연출보다는 노래 자체가 지닌 감동과 의미 전달에 중점을 두고 있어, 본 프로그램은 흔히 ‘한국 가요사의 살아 있는 기록’으로 평가된다.
초대 진행자는 최동석 아나운서였으며, 이후 김동건 아나운서가 1985년부터 30년 이상 사회를 맡아 프로그램의 상징적 존재로 자리하였다. 최근에는 세대 교체가 이루어지면서 새로운 진행자가 무대를 이어가고 있다.

## 방송 시간
| 방송 채널 | 방송 기간                           | 방송 시간                            |
| --------- | ----------------------------------- | ------------------------------------ |
| KBS 1TV   | 1985년 11월 4일 ~ 1986년 4월 7일    | 매주 월요일 밤 9시 45분 ~ 10시 45분  |
| KBS 1TV   | 1986년 4월 21일 ~ 1986년 5월 19일   | 매주 월요일 밤 9시 45분 ~ 10시 45분  |
| KBS 1TV   | 1986년 4월 14일                     | 매주 월요일 밤 9시 50분 ~ 10시 50분  |
| KBS 1TV   | 1986년 11월 3일 ~ 1987년 11월 2일   | 매주 월요일 밤 9시 50분 ~ 10시 50분  |
| KBS 1TV   | 2018년 2월 5일                      | 매주 월요일 밤 9시 50분 ~ 10시 50분  |
| KBS 1TV   | 2018년 3월 19일 ~ 2018년 4월 2일    | 매주 월요일 밤 9시 50분 ~ 10시 50분  |
| KBS 1TV   | 1986년 4월 21일                     | 월요일 밤 10시 25분 ~ 11시 25분      |
| KBS 1TV   | 1986년 5월 26일 ~ 1986년 10월 27일  | 매주 월요일 밤 9시 40분 ~ 10시 40분  |
| KBS 1TV   | 2017년 9월 11일 ~ 2017년 9월 25일   | 매주 월요일 밤 9시 40분 ~ 10시 40분  |
| KBS 1TV   | 2017년 10월 16일 ~ 2017년 10월 23일 | 매주 월요일 밤 9시 40분 ~ 10시 40분  |
| KBS 1TV   | 2018년 2월 19일 ~ 2018년 3월 5일    | 매주 월요일 밤 9시 40분 ~ 10시 40분  |
| KBS 1TV   | 1987년 11월 9일 ~ 1988년 4월 25일   | 매주 월요일 밤 9시 45분 ~ 10시 40분  |
| KBS 1TV   | 1988년 5월 2일 ~ 1989년 2월 27일    | 매주 월요일 밤 10시 20분 ~ 11시 10분 |
| KBS 1TV   | 1989년 3월 6일 ~ 1991년 5월 13일    | 매주 월요일 밤 10시 ~ 10시 50분      |
| KBS 1TV   | 2020년 6월 29일 ~ 2021년 4월 26일   | 매주 월요일 밤 10시 ~ 10시 50분      |
| KBS 1TV   | 1991년 5월 26일 ~ 1992년 4월 5일    | 매주 일요일 저녁 7시 50분 ~ 8시 50분 |
| KBS 1TV   | 1992년 4월 9일 ~ 1993년 3월 25일    | 매주 목요일 밤 9시 40분 ~ 10시 30분  |
| KBS 1TV   | 1993년 4월 16일 ~ 1994년 4월 29일   | 매주 금요일 밤 10시 50분 ~ 11시 35분 |
| KBS 1TV   | 1994년 5월 2일 ~ 1995년 2월 27일    | 매주 월요일 밤 10시 ~ 10시 45분      |
| KBS 1TV   | 1995년 3월 10일 ~ 2000년 4월 28일   | 매주 월요일 밤 10시 ~ 10시 45분      |
| KBS 1TV   | 2000년 5월 1일 ~ 2013년 4월 1일     | 매주 월요일 밤 10시 ~ 11시           |
| KBS 1TV   | 2014년 9월 1일 ~ 2017년 9월 4일     | 매주 월요일 밤 10시 ~ 11시           |
| KBS 1TV   | 2018년 4월 9일 ~ 2020년 6월 22일    | 매주 월요일 밤 10시 ~ 11시           |
| KBS 1TV   | 2021년 5월 3일 ~ 2022년 10월 17일   | 매주 월요일 밤 10시 ~ 11시           |
| KBS 1TV   | 2023년 9월 4일                      | 매주 월요일 밤 10시 ~ 11시           |
| KBS 1TV   | 2013년 4월 8일 ~ 2014년 8월 25일    | 매주 월요일 밤 10시 ~ 10시 55분      |
| KBS 1TV   | 2022년 11월 7일 ~ 2023년 8월 28일   | 매주 월요일 밤 10시 ~ 10시 55분      |
| KBS 1TV   | 2023년 9월 11일 ~ 현재              | 매주 월요일 밤 10시 ~ 10시 55분      |
| KBS 1TV   | 2017년 10월 2일                     | 월요일 밤 9시 20분 ~ 10시 50분       |
| KBS 1TV   | 2017년 10월 9일                     | 월요일 밤 9시 20분 ~ 10시 20분       |
| KBS 1TV   | 2022년 10월 24일                    | 월요일 밤 10시 ~ 11시 20분           |

## 진행자
| 대수 | 진행자 | 진행 기간                        |
| ---- | ------ | -------------------------------- |
| 1대  | 김동건 | 1985년 11월 18일 ~ 현재          |
| 2대  | 전인석 | 2003년 6월 23일 ~ 2010년 5월 3일 |

## 악단장
| 대수     | 출연자 | 방송 기간               | 비고 |
| -------- | ------ | ----------------------- | --- |
| 공동1대  | 이봉조 | 1985년 ~ 1987년 9월 4일 | 2회 당시 지휘를 하였으며, 돌아가시던 해까지 가끔씩 지휘자로 참여했다. 메인 악단장은 김강섭이다. |
| 공동 1대 | 김용선 | 1985년 ~ 1990년         | 그는 1977년 <소녀와 가로등>의 편곡자로 알려지기 시작하였으며, 1980년대부터 복기호, 서봉석, 권혁순 등과 함께 KBS 전속 편곡가로 활동하기 시작하였으며, 가끔씩 가요무대에 지휘자로 참여한다. 악단장으로써 참여한 프로그램은 쟈니윤쇼와 KBS 빅쇼가 있다. |
| 2대      | 김강섭 | 1985년 ~ 2005년         | 1회 당시에 악단장으로 지휘를 하셨으나, 정식 으로는 김동건 아나운서가 처음 진행을 맡은 3회부터 악단장을 맡았다. 또한 김강섭은 KBS 관현악단장 임기가 끝났는데도 가요무대의 악단장을 하기도 하였다.                                                     |
| 3대      | 김대우 | 2005년 ~ 2019년         | 전 KBS 라디오 팝스 오케스트라 악단장인 김인배 악단장의 아들이며, 가수 김필의 외삼촌이다. |
| 4대      | 송태호 | 2019년 ~ 현재           | 2004년부터 2018년까지 KBS의 콘서트 7080의 음악감독 겸 지휘자로 참여하였다. |

## 가요무대의 노래
작곡가 정풍송이 가사와 곡을 붙였으며, 1985년부터 지금까지 가요무대의 상징으로 자리매김하고 있으며, 1996년부터 방송시작 오프닝 타이틀과 엔딩 타이틀 음악으로 짧게 편곡하여 연주하고 있기도 한다. 그리고 간간히 오프닝 곡으로 불리기도 한다. 1986년부터 1990년대 까지는 제목 없이 작자만 기록 되었다가, 2000년대부터 제목과 작자가 같이 기록되고 있다.

## 해외 순회 공연
- 1987년: 리비아 대수로 공사 근로자 독려 공연
- 1988년: 미국 로스앤젤레스 공연
- 1990년: 일본 오사카 국제 꽃과 녹음 박람회장 공연
- 1993년: 독일 카스트롭라욱셀 유럽홀 공연 파독 광부 30주년기념
- 1994년: 브라질 상파울로 교포 위문 공연
- 1996년: 일본 도쿄 요요기 제1체육관 재일민단 창립 50주년 기념 공연
- 2013년: 독일 루르콩그레스홀 근로자파독 50주년 및 한독수교 130주년 기념 공연
- 2016년: 브라질 이민 50주년 기념 공연

## 수상 경력
- 2013년 KBS 연예대상 특집 프로그램 상 (독일 공연)

## 역대 제작진
프로듀서
- 강영원 (2018년 ~ 2020년)
- 김광수 (前 책임프로듀서)
- 박태호
- 박환욱
- 박효규 (2017년 ~ 2019년)
- 양동일
- 이재우
- 조성숙 (前 프로듀서)
- 조성호 (2015년 ~ 2019년)
- 조현아 (前 책임프로듀서)
- 채형석
- 한호섭 (2019년)

## 편성 변경 및 결방 사유

### 1986년
- 12월 30일 : 서울 아시안게임 결산특집 《4천만이 뛰었다 모두가 금메달 (2부)》 편성으로 인한 결방

### 1988년
- 9월 12일 : 다큐멘터리 《한국의 이미지 - 한지》 편성으로 인한 결방
- 9월 19일 ~ 9월 26일 : 서울 올림픽 하이라이트 중계방송으로  인한 결방
- 10월 3일 : 서울 올림픽 국민축제 《영광! 서울 코리아》와 결산특집 《서울올림픽 16일》 편성으로 인한 결방

### 1989년
- 1월 2일 : 신년특선대작 《아라비아의 로렌스 (1부)》 편성으로 인한 결방
- 5월 29일 : '89 특별기획 8부작 드라마 《지리산 (1부) - 잃어버린 산하》 편성으로 인한 결방
- 6월 5일 : '89 특별기획 8부작 드라마 《지리산 (6부) - 폐허의 군상》 편성으로 인한 결방에 따라 밤 11시 30분에 방송
- 6월 26일 : 특집드라마 5부작 《비극은 없다 (6부)》 편성으로 인한 결방

### 1990년
- 4월 16일 ~ 5월 14일 : KBS 파업으로 인한 결방
- 6월 18일 : 특집 다큐멘터리 10부작 《한국전쟁 (1부) - 분단》 편성으로 인한 결방
- 8월 20일 : 특선 5부작 《속 전쟁과 추억 (3부) - 게토의 사기극》 편성으로 인한 결방
- 9월 3일 : 방송의 날 특집 《중증한국병》 편성으로 인한 결방
- 9월 24일 : 베이징 아시안 게임 여자농구 《대한민국 VS 북한》 중계방송으로 인한 결방
- 10월 1일 : 베이징 아시안 게임 중계방송으로 인한 결방
- 10월 15일 : 《테마기획 - 우루과이 라운드 협상 총점검》 편성으로 인한 결방

### 1991년
- 9월 22일 : 추석특집 《한민족 가요 큰잔치》 편성으로 인한 결방[1]
- 12월 15일 : TV 30년 기획 《노래가 있는 곳에》 편성으로 인한 결방
- 12월 22일 : 《TV 30년 노래 30년》 편성으로 인한 결방[2]

### 1992년
- 8월 27일 : '92 다이너스티컵 축구 《대한민국 VS 일본》 중계방송으로 인한 결방
- 12월 17일 : 특별기획 《선거 이후에 바란다》 편성으로 인한 결방

### 1993년
- 1월 21일 : 설날 특집 드라마 《옛날 나 어릴 적에 (2부)》 편성으로 인한 결방
- 4월 23일 : 장애인의 날 다큐멘터리 편성으로 인한 결방
- 4월 30일 : 집중기획 《맑은 사회의 조건》 편성으로 인한 결방
- 6월 25일 : 6.25 특별기획 시리즈 《산하의 노래》 편성으로 인한 결방
- 8월 13일 : 광복절 특집 《광복 반세기 가요 반세기》 편성으로 인한 결방
- 8월 27일 : 슈투트가르트 세계 육상 선수권 대회 중계방송으로 인한 결방
- 10월 8일 : 특집 《전환기 공영방송의 역할과 과제》 편성으로 인한 결방
- 10월 29일 : '94 미국 월드컵 아시아 지역 최종예선 《대한민국 VS 일본》 중계방송으로 인한 결방
- 11월 12일 : 특집 《국제화시대 신경제전략》 편성으로 인한 결방
- 11월 26일 : 특집 미니시리즈 2부작 《케네디가의 신화 - 투쟁의 세월》 편성으로 인한 결방
- 12월 24일 : 세계 3대 교향악단 퍼레이드 《빈 필하모닉 오케스트라》 편성으로 인한 결방

### 1994년
- 1월 14일 : 특별보고 《주미대사 한승수》 편성으로 인한 결방
- 2월 28일 : 결산 《제17회 릴레함메르 동계올림픽》 편성으로 인한 결방
- 5월 9일 : 한국 방문의 해 기념 《조용필 해변콘서트》 편성으로 인한 결방
- 7월 18일 : 미국 월드컵 축하쇼와 결승전 재방송 편성으로 인한 결방
- 8월 15일 : 광복절 특집 드라마 《빈잔의 축배》 편성으로 인한 결방
- 9월 19일 : 추석특집 쇼 《고향의 물레방아》 편성으로 인한 결방

### 1995년
- 1월 2일 : 신년특집 《세계로 가는 우리가락》 편성으로 인한 결방
- 2월 27일 : 공사창립 22주년 기념 특선대작 《JFK》 편성으로 인한 결방
- 6월 12일 : 보도특집 《우리지방 - '95 지방선거 누가 뛰고있나》 편성으로 인한 결방
- 8월 14일 : 광복 특집 감동음악회 《노래 50년 세월 50년》 편성으로 인한 결방
- 11월 13일 : 특별기획 《중국, 12억의 대행진》 편성으로 인한 결방

### 1996년
- 1월 1일 : 원단특집 《21세기를 연다》 편성으로 인한 결방
- 2월 19일 : 설날특집 《가요신파무대》 편성으로 인한 결방
- 3월 25일 : 선거풍토 이제는 달라지나 《유권자가 나설때다》 편성으로 인한 결방
- 7월 22일 ~ 7월 29일 : 애틀랜타 올림픽 하이라이트 중계방송으로 인한 결방
- 12월 30일 : AFC 아시안컵 《대한민국 VS 이란》 중계방송으로 인한 결방 (UAE 두바이)

### 1997년
- 6월 2일 : 정치개혁을 위한 '97 대선주자 토론 《이회창 신한국당 대표》 편성으로 인한 결방
- 6월 9일 : 정치개혁을 위한 '97 대선주자 토론 《이수성 신한국당 고문》 편성으로 인한 결방
- 7월 28일 : 특별생방송 3당 대통령 후보 초청 토론회 《이회창 신한국당 대표》 편성으로 인한 결방
- 12월 15일 : 제15대 대통령선거 정강정책연설 《한나라당 이회창 / 국민신당 이인제》 편성으로 인한 결방

### 1998년
- 2월 23일 : 김대중 대통령 취임특집 《위기를 반전시킨 지도자들(1) - 마가렛 대처》 편성으로 인한 결방
- 3월 2일 : 공사창립 25주년 특별공연 《정상의 하모니》 편성으로 인한 결방
- 5월 18일 : 개혁실천 특별기획 《5.18 광주 민중항쟁》 편성으로 인한 결방
- 11월 30일 : 보도기획 《수출전선은 지금》 편성으로 인한 결방

### 1999년
- 1월 4일 : 신년기획 《1999년 한국의 과제(1) - 새로운 출발 한국경제》 편성으로 인한 결방
- 4월 19일 : 특별기획 《영국 여왕 엘리자베스》 편성으로 인한 결방
- 8월 9일 : 다큐멘터리 20세기 한국사-해방(1부) 《땅으로부터 해방》 편성으로 인한 결방
- 12월 27일 : 다큐포엠 《도시이야기(1)》 편성으로 인한 결방

### 2009년
- 5월 25일 : 대한민국 제16대 대통령 노무현 전 대통령 분향소 특집편성 관계로 애도분위기 조성으로 결방

### 2010년
- 3월 29일 ~ 4월 5일 : 천안함 침몰 피격 사건 애도분위기 조성으로 인한 결방
- 4월 19일 ~ 4월 26일 : 천안함 침몰 피격 사건 애도분위기 조성 및 특집편성으로 인한 결방

### 2011년
- 12월 19일 : 북한 김정일 국방위원장 사망 관련 KBS 뉴스특보 편성으로 인한 결방

### 2012년
- 8월 6일 : 런던 올림픽 중계방송으로 인한 결방
- 8월 27일 : 태풍 볼라벤 북상 관련 KBS 뉴스특보 편성으로 인한 결방
- 12월 31일 : 《2012 KBS 트로트 대축제》 편성으로 인한 결방

### 2013년
- 12월 30일 : 《2013 KBS 트로트 대축제》 편성으로 인한 결방

### 2014년
- 4월 21일 ~ 5월 26일 : 세월호 침몰 사고와 KBS 파업으로 인한 결방
- 12월 29일 : 《2014 KBS 트로트 대축제》 편성으로 인한 결방

### 2015년
- 3월 2일 : 《이미자-장사익 특집 콘서트》 편성으로 인한 결방
- 8월 24일 : KBS 뉴스특보 《긴급좌담 - 고위급 접촉 사흘째 극적 타협안 나올까》 편성으로 인한 결방
- 11월 23일 : 특집 《민주화 거목, 김영삼 대통령 타계》 편성으로 인한 결방
- 12월 28일 : 특별좌담 《위안부 협상 타결》과 《2015 KBS 트로트 대축제》 편성으로 인한  결방

### 2016년
- 8월 8일 : 리우데자네이루 올림픽 중계방송으로 인한 결방
- 9월 12일 ~ 9월 19일 : KBS 뉴스특보 경북 경주 지진 특보 편성으로 인한 2주 연속 결방

### 2017년
- 1월 23일 : 특별기획 《대선 주자에게 듣는다》 편성으로 인한 결방
- 5월 15일 : 《이미자 빅쇼》 편성으로 인한 결방
- 12월 18일 : KBS 파업으로 인한 결방에 따라 재방송으로 대체

### 2018년
- 1월 1일 ~ 1월 8일 : KBS 파업으로 인한 결방에 따라 재방송으로 대체
- 2월 12일 : 2018년 동계 올림픽 중계방송으로 인한 결방
- 3월 12일 : 공사창립 특집 '가야' (제1편 강철바다) 편성으로 인한 결방
- 4월 16일 : 세월호 4주기 음악회 '기억 그리고 다시, 봄' 편성으로 인한 결방
- 5월 28일 : 2018 제7회 전국동시지방선거 인천시장 후보 토론회 편성으로 인한 결방

### 2020년
- 5월 11일 : KBS 특별기획 코로나19 이후, 대한민국 길을 묻다 - 제1편 실업 팬더믹 편성으로 인한  결방
- 8월 3일 : 대한민국 일원 에서 발생한 집중호우로 인해 세계는 지금 스페셜 대체 편성으로 인한 결방
- 8월 10일 : 대한민국 일원 에서 발생한 집중호우와 태풍 장미 북상 관련 KBS 뉴스특보 편성으로 인한 결방
- 11월 23일 : 긴급진단 코로나19 3차 유행 초비상 편성으로 인한 결방

### 2021년
- 5월 31일 : 중계방송 2021 P4G 서울정상회의 정상토론 폐회식 세션 편성으로 인한 결방
- 8월 2일 : 도쿄 올림픽 및 조선팝, 드랍 더 비트 2편 - [전주총국] 편성으로 인한 결방
- 8월 23일 : 태풍 오마이스 북상 관련 KBS 뉴스특보 편성으로 인한 결방

### 2022년
- 1월 31일 : 설특집 편성으로 인한 결방에 따라 설특집 KBS 뉴스 9가 밤 9시부터 밤 9시 40분까지 방송된 이후 밤 9시 40분부터 밤 10시 35분까지 20분간 앞당겨 변경되었다.
- 2월 21일 : 제20대 대통령선거 후보 토론회 편성으로 인한 결방
- 2월 28일 : 제20대 대통령선거 후보자 연설의 편성으로 인한 결방에 따라 방송 시간이 밤 10시 20분부터 11시 10분까지 변경되었다.
- 3월 7일 : 2022년 울진-삼척 산불 관련 특집 KBS 뉴스 9 편성으로 인한 결방에 따라 밤 10시 10분부터 11시까지 방송되었다.
- 3월 28일 : 《KBS 뉴스 9》의 방송 시간이 5분 연장에 따라 방송 시간이 밤 10시 5분부터 11시까지 변경되었다.
- 10월 31일 : 특집 대담 《긴급진단 이태원 참사 막을 수 없었나》[수화] 편성 및 이태원 압사 참사의 여파로 인한 결방

### 2023년
- 7월 17일 : 집중호우로 인하여 특선다큐 《폭주하는 기후의 변화 위기의 지구》 편성으로 인한 결방
- 10월 2일 : 항저우 아시안 게임 중계방송으로 인한 결방

### 2024년
- 7월 29일 ~ 8월 5일 : 2024 파리 올림픽 중계방송으로 인한 결방
- 12월 30일 : 무안공항 여객기 참사의 여파로 인한 결방

### 2025년
- 5월 19일 : 제21대 대통령선거 후보자 토론회 편성으로 인한 결방
- 7월 28일 : 가요무대 스페셜 편성으로 인한 결방